# Estrattore Soxhlet

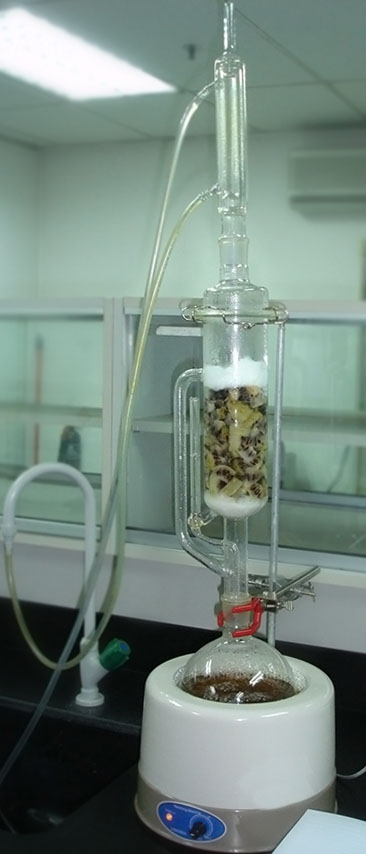
Estrattore Soxhlet

L'estrattore Soxhlet è uno strumento di laboratorio inventato nel 1879 da Franz von Soxhlet.

## Impieghi
In origine era impiegato esclusivamente per l'estrazione di lipidi da un materiale solido (utilizzando come solvente etere etilico); nei metodi di analisi si usava spesso il nome di estratto etereo per indicare il complesso dei componenti chimici liposolubili separati con il Soxhlet. In generale l'estrattore Soxhlet viene impiegato in sostituzione della filtrazione nei casi in cui il soluto da separare abbia una solubilità ridotta nei riguardi del solvente e se le impurezze sono insolubili nel solvente, mentre si fa uso della filtrazione se la solubilità del soluto nel solvente è abbastanza alta.

## Funzionamento dell'estrattore Soxhlet

Schema di un estrattore Soxhlet (a sinistra) con relativo funzionamento (a destra):
1. barretta agitatrice;
2. recipiente sferico con solvente;
3. canale di distillazione;
4. filtro a ditale;
5. campione;
6. sifone superiore;
7. uscita sifone;
8. adattatore di espansione;
9. condensatore;
10. uscita acqua di raffreddamento;
11. ingresso acqua di raffreddamento.

Il materiale solido (costituito dal soluto che si vuole separare e da impurezze) è collocato in una camera di estrazione, generalmente in un filtro a ditale costituito da carta filtrante, permeabile nei confronti del solvente.
L'estrattore Soxhlet è formato da tre componenti fondamentali sovrapposti: in basso un pallone con collo smerigliato e fondo rotondo, a metà l'estrattore vero e proprio e in alto un condensatore.
Il filtro a ditale è posizionato nella sezione centrale dell'estrattore (che è l'estrattore vero e proprio).

Animazione dell'estrattore Soxhlet in funzione

L'estrattore è formato da due camere sovrapposte separate: quella superiore comunica attraverso due connettori (un condotto per il passaggio del solvente, allo stato di vapore, e un sifone per lo scarico dell'estratto) alla camera inferiore, che è in continuità con un pallone che funge da ribollitore per il solvente, mentre il collo della camera centrale è comunicante con un condensatore, in modo da avere un ricircolo continuo di solvente fresco (cioè privo di soluti).
Dopo avere inserito il campione nella camera di estrazione e il solvente nel pallone, ha inizio l'operazione di estrazione. Il solvente viene portato ad ebollizione, quindi passa nell'estrattore e nel condensatore, ricadendo come condensato nella camera di estrazione, dove si carica di soluto, quindi attraversa la carta filtrante portando con sé il soluto, e viene spillato da un condotto laterale dove si accumulano il soluto in basso e il solvente in alto, e il solvente viene ricircolato da qui al pallone. In alternativa, il solvente e il soluto possono essere riversati insieme nel pallone, dove il soluto resta come precipitato e viene recuperato a fine operazione.
Successivamente il solvente può essere allontanato dalla miscela solvente-soluto con l'ausilio di un rotavapor (o evaporatore rotante).
Dato che si usa in genere l'etere, la temperatura di esercizio è relativamente bassa, perciò il pallone è immerso in un bagno termostatico con temperatura regolata in funzione del punto di ebollizione del solvente.
Rispetto ad altri tipi di estrattori, l'estrattore Soxhlet presenta il vantaggio di utilizzare una quantità minore di solvente (in quanto viene continuamente ricircolato).